# 27. østlige længdekreds
Den 27. østlige længdekreds (eller 27 grader østlig længde) er en længdekreds, der ligger 27 grader øst for nulmeridianen. Den løber gennem Ishavet, Europa, Asien, Afrika, det Indiske Ocean, det Sydlige Ishav og Antarktis.